# لارل کلارک
لارل بلر سالتون کلارک (به انگلیسی: Laurel Blair Salton Clark) متولد ۱۹۶۱ فضانورد و پزشک آمریکایی بود.
کاپیتان کلارک در سال ۲۰۰۳ در ماموریت اس‌تی‌اس ۱۰۷ شاتل فضایی کلمبیا کشته شد.
وی کارشناسی و دکترای پزشکی خود را از دانشگاه ویسکانسین دریافت نمود.